# Ponte Rodolfo Robles
A Ponte Internacional Rodolfo Robles é uma ponte rodoviária sobre o rio Suchiate, ligando Ciudad Hidalgo, no estado de Chiapas, no México e Ciudad Tecún Umán na Guatemala. A ponte tem o nome de Rodolfo Robles, médico guatemalteco que descreveu pela primeira vez a oncocercose.